# Huenes Marcelo Lemos
Huenes Marcelo Lemos (Iguatama, 5 december 1981) is een Braziliaans voormalig voetballer die als verdediger speelde.

## Carrière
Mineiro begon zijn carrière in 2000 bij América FC (São Paulo). Hij tekende in 2006 bij SC Internacional in de Campeonato Brasileiro Série A. In 2006 eindigde de club tweede in de Campeonato Brasileiro Série A. Mineiro speelde tussen 2008 en 2011 voor Gamba Osaka, EC Juventude, Porto Alegre FC en Criciúma EC.